# 197845 Michaelvincent
197845 Michaelvincent è un asteroide della fascia principale. Scoperto nel 2004, presenta un'orbita caratterizzata da un semiasse maggiore pari a 2,4875810 au e da un'eccentricità di 0,1822843, inclinata di 6,41740° rispetto all'eclittica.